# Jungferngecko
Der Jungferngecko (Lepidodactylus lugubris), auch Schuppenfingergecko genannt, ist ein kleinbleibender, nacht- und dämmerungsaktiver Gecko.

## Vorkommen und Lebensbedingungen
Er kommt aus Sri Lanka, den Nikobaren und Andamanen, von der Malaiischen Halbinsel, dem Indo-Australischen Archipel und vielen Inseln Ozeaniens. Durch den Menschen wurde er an vielen weiteren Örtlichkeiten ausgesetzt, unter anderem in Neuseeland, dem nördlichen Südamerika, der Westküste Mittelamerikas und den Galápagos-Inseln. Der Jungferngecko ist sehr anpassungsfähig. Oft hält er sich in Strandnähe in den Blattachseln von Palmen oder Schraubenbäumen auf. Er besiedelt aber auch Gebäudewände. Jungferngeckos ernähren sich von kleinen Insekten und Spinnen.

## Merkmale
Der Jungferngecko erreicht eine Länge von 8–10 Zentimetern, dabei entfällt mehr als die Hälfte der Körperlänge auf den Schwanz. Die Zehen tragen zwei Reihen rötlicher Haftlamellen, welche sich nach vorn verbreitern. Die fünfte Zehe hat eine kleine Kralle. Die Grundfarbe ist braun. Rücken und Schwanz werden von hellen und dunklen Querbändern gezeichnet. Bei hohen Temperaturen erscheinen auf Rücken und Schwanz schwarze oder dunkelbraune Punkte, die Grundfärbung wird beige. Wenn sich ein Jungferngecko bedroht fühlt, kann der Schwanz abgeworfen werden und wächst in der Regel wieder nach. Dabei kann sich die Färbung von der des abgeworfenen Schwanzes unterscheiden. Dies ist für den Gecko grundsätzlich nicht schädlich, kann aber zu Problemen führen, wenn es öfters passiert, da im Schwanz Fettreserven eingelagert werden.

## Fortpflanzung
Die Weibchen sind revierbildend und verteidigen ihr Territorium durch Beißereien und Verfolgungsjagden. Sie pflanzen sich parthenogenetisch fort, das heißt, die Weibchen legen, in kurzen Abständen von 14 bis 60 Tagen, 1–2 unbefruchtete Eier, aus denen nach 68 bis 93 Tagen Klone des Muttertieres schlüpfen. Die Jungtiere sind beim Schlupf 3,5 bis 3,7 Zentimeter lang.
Populationen, bei denen Männchen vorkommen und die sich geschlechtlich fortpflanzen, scheinen zu einem getrennten Taxon zu gehören, das zwar mit dem parthenogenetischen, rein weiblichen Taxon verwandt, aber nicht dessen direkter Vorfahre ist.